# Rosario Riccobono

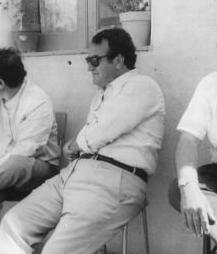
Rosario Riccobono

Rosario Riccobono (* 10. Februar 1929 in Palermo; † 30. November 1982 ebenda), genannt „Saro“, war Oberhaupt der Partanna Mondello-Mafiaclans und als Angehöriger der sogenannten Cupola ein führendes Mitglied der sizilianischen Cosa Nostra.

## Leben
Der aus Mondello stammende Rosario Riccobono war ein bekannter Heroinhändler der Mafia. Er baute das Geschäft in den 1970er Jahren auf und musste gegen Ende der Dekade fliehen, da er verdächtigt wurde, im großen Stil Heroin aus der Türkei nach Sizilien zu schmuggeln. Organisiert wurden diese Lieferungen von seiner rechten Hand, dem späteren Pentito Gaspare Mutolo. Anfang der 1980er Jahre wurde das Geschäft zusammen mit Nitto Santapaola aus Catania auf Thailand ausgedehnt. Es waren große Lieferungen bis zu 500 Kilogramm.
Als Capo Mandamento von Partanna Mondello wurde er 1974 Mitglied der Cupola, dem höchsten Gremium der Cosa Nostra auf Sizilien. Zunächst stand er anderen wichtigen Heroinhändlern wie Stefano Bontade, Salvatore Inzerillo und Gaetano Badalamenti nahe, die sich gegen die aufstrebende Macht von Salvatore Riina und der Corleonesi wehrten. Riccobono bemühte sich eine Zeitlang, eine neutrale Position einzunehmen, nahm jedoch wahr, dass er sich dadurch in der Cupola immer weiter isolierte. Riccobono wandte sich Michele Greco, dem „Capo di tutti Capi“, zu, der heimlich bereits für die Corleonesi arbeitete.
Während des Zweiten Mafia-Krieges, der Anfang 1981 mit dem Mord an Bontade und Inzerillo ausbrach, trat Riccobono zweckmäßigerweise auf die Seite der Corleonesi. Im Auftrag von Riina lockte er eine Reihe von Stefano Bontades Freunden in den Tod. Darunter war unter anderem Bruder von Inzerillo und Emanuele D’Agostino, Soldato der Cosca Santa Maria di Gesù, welcher verschwand und nie wieder gesehen wurde. Auch Salvatore Contorno sollte in eine Falle gelockt werden, um ihn zu ermorden. Er wurde jedoch misstrauisch und floh in ein Versteck. Anschließend wurde er Pentito und arbeitete mit der Regierung zusammen.
Die Wende gegen seine ehemaligen Verbündeten machte Riccobono jedoch zu einem wenig vertrauenswürdigen Mann, und Riina beschloss, ihn zu beseitigen, nachdem er die Familien Bontade und Inzerillo weiter dezimiert hatte. Anders als bei anderen Mafiafamilien war es Riina nie gelungen, die Partanna Mondello-Familie mit seinen Leuten zu infiltrieren, beziehungsweise den Corleonesi treu ergebene Mafiosi dort einzuschleusen. Riina war nicht in der Lage, Riccobono zu kontrollieren und plante den charismatischen Chef aus dem Weg zu räumen, nicht zuletzt deswegen, da er seinen anderen Verbündeten in Palermo Teile von Riccobonos Territorium versprochen hatte.
Riccobono und acht seiner Soldati verschwanden Ende November 1982 spurlos. Es hieß, dass die neun Männer bei einem Abendessen auf Michele Grecos Anwesen Fondo La Favarella in Ciaculli voneinander separiert und anschließend von ihren Tischgefährten einzeln mit der Garotte erwürgt wurden. Unter den Ermordeten waren unter anderem auch Salvatore Scaglione, Pate des Mandamento della Noce, Giuseppe Lauricella, sein Sohn Salvatore, Francesco Cosenza, Carlo Savoca, Vincenzo Cannella, Francesco Gambino und Salvatore Micalizzi. Bei diesem „Massaker“ sollen auch Giovanni Brusca und Baldassare Di Maggio als Mörder direkt beteiligt gewesen sein. Riccobono wurde stranguliert, als er nach dem Abendessen ein Nickerchen hielt. Es hieß, man hätte die nackten Leichen anschließend, um keine Spuren zu hinterlassen, in Säure aufgelöst und anschließend entsorgt. Gemäß einer anderen Darstellung wurden die Überreste der Leichen an Schweine verfüttert.
Wiederum eine weitere Version geht davon aus, dass Riccobono und seine Picciotti am 30. November 1982 auf Bernardo Bruscas Anwesen in Dammusi in der Nähe von San Giuseppe Jato getötet wurden.
Drei von Riccobonos Männern wurden einige Tage später erschossen, und sein Bruder Vito wurde in seinem Auto enthauptet aufgefunden. Innerhalb weniger Tage wurde Riccobonos Familie systematisch verfolgt und ausgelöscht. Einer der wenigen Überlebenden war Riccobonos ehemaliger Fahrer Salvatore Lo Piccolo, der zwanzig Jahre später an die Macht der Familie kam.
Eine Zeitlang beschuldigten die italienischen Medien, Tommaso Buscetta, einem Feind von Riina, für die Auslöschung der Riccobono Cosca verantwortlich zu sein. Als Motiv könnte Rache für die jüngsten Morde an Buscettas zwei Söhnen sein. Tatsächlich hatte Buscetta jedoch nichts mit der Ermordung von Riccobono und seinen Männern zu tun, da er sich zu dieser Zeit in Brasilien versteckte. Eine Reihe von Pentiti sagte aus, dass es Pino Greco war, welcher Riccobono eigenhändig garrottierte und anschließend die Morde an einem Dutzend von Riccobonos Männern und Verwandten organisierte.
Rosario Riccobono wurde beim Maxi-Prozess in Abwesenheit zu einer lebenslangen Haftstrafe verurteilt, obwohl er zu diesem Zeitpunkt bereits tot war. Gerüchte über seinen Tod tauchten Mitte der 1980er Jahre auf, wurden jedoch erst Ende dieses Jahrzehnts durch den Informanten Francesco Marino Mannoia bestätigt. Riccobonos Körper wurde nie gefunden.

## Trivia
Es wurde angenommen, dass sich Caravaggios berühmtes Kunstwerk, Natività con i santi Lorenzo e Francesco d’Assisi, in seinem Besitz befand.